# Файстриц-им-Розенталь
Файстриц-им-Розенталь (нем. Feistritz im Rosental) — ярмарочная коммуна в Австрии, в федеральной земле Каринтия. 
Входит в состав округа Клагенфурт.  Население составляет 2691 человек (на 31 декабря 2005 года). Занимает площадь 71,73 км². Официальный код  —  2 04 03.

## Политическая ситуация
Бургомистр коммуны — Зониа Файниг (СДПА) по результатам выборов 2003 года.
Совет представителей коммуны (нем. Gemeinderat) состоит из 19 мест.
- СДПА занимает 11 мест.
- Партия EL занимает 3 места.
- АНП занимает 3 места.
- АПС занимает 2 места.